# Ophtalmoplégie

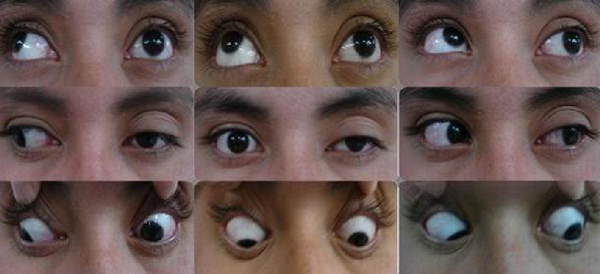
Examen neuro-ophtalmologique montrant une ophtalmoplégie affectant l'œil gauche chez un patient atteint du syndrome de Tolosa-Hunt. L'image centrale représente le regard vers l'avant, et chaque image autour d'elle représente le regard dans cette direction (par exemple, dans l'image en haut à gauche, le patient regarde vers le haut et à droite ; l'œil gauche est incapable d'accomplir ce mouvement). L'examen montre un ptosis de la paupière gauche, une exotropie (déviation vers l'extérieur) du regard primaire de l'œil gauche et une parésie (faiblesse) des troisième (oculomoteur), quatrième (trochléaire) et sixième (abducens) nerfs crâniens gauches.

Une ophtalmoplégie ou paralysie oculomotrice est une paralysie du mouvement de l'œil. Elle est souvent signe d'une atteinte d'un nerf crânien.

## Causes
L'ophtalmoplégie peut résulter de troubles de diverses parties de l'œil et du système nerveux :
- Infection autour de l'œil. L'ophtalmoplégie est une découverte importante dans la cellulite orbitaire.
- L'orbite de l'œil, y compris les restrictions mécaniques des mouvements oculaires, comme dans la maladie de Basedow.
- Le muscle, comme dans l'ophtalmoplégie externe progressive ou syndrome de Kearns-Sayre.
- La jonction neuromusculaire, comme dans la myasthénie grave.
- Les nerfs crâniens concernés (en particulier les nerfs oculomoteurs, trochléaires et abducens), comme dans le syndrome du sinus caverneux ou une pression intracrânienne élevée.
- Les noyaux du tronc cérébral de ces nerfs, comme dans certains schémas d'AVC du tronc cérébral tels que le syndrome de Foville.
- Trajets de substance blanche reliant ces noyaux, comme dans l'ophtalmoplégie internucléaire, une constatation occasionnelle dans la sclérose en plaques.
- Structures dorsales du mésencéphale, comme dans le syndrome de Parinaud.
- Certaines parties du cortex cérébral (y compris les champs oculaires frontaux), comme dans les accidents vasculaires cérébraux.
- Envenimation toxique par les mambas, les taipans et les kraits.

Une carence en thiamine peut provoquer une ophtalmoparésie chez les personnes sensibles ; cela fait partie du syndrome appelé encéphalopathie de Wernicke. La voie causale par laquelle cela se produit est inconnue. L'intoxication par certaines substances, comme la phénytoïne, peut également provoquer une ophtalmoparésie.